# Hans Leybold
Hans Leybold (* 2. April 1892 in Frankfurt am Main; † 8. September 1914 in Garnison Itzehoe) war ein deutscher expressionistischer Dichter. Sein schmales Werk wurde zu einer Inspirationsquelle des literarischen Dadaismus. Seine absurden Texte und Gedichte bedeuteten einen wichtigen Schritt in der Entwicklung des Frühexpressionismus.

## Leben
Obwohl in Frankfurt am Main geboren, ist Hans Leybold ab 1895 in Hamburg aufgewachsen, wo sein Vater von 1899 bis 1919 Direktor der städtischen Gaswerke war und seine Mutter Klavierlehrerin. Er legte 1911 das Abitur an der Oberrealschule St. Georg ab und leistete anschließend den einjährigen Militärdienst im Feldartillerie-Regiment in Itzehoe. Zuletzt war er Unteroffizier und Reserve-Offiziersaspirant.
Er begann im Wintersemester 1912/13 das Studium der Philosophie, Germanistik und Kunstgeschichte in München, wo er mit der Schwabinger Vorkriegsbohème und späteren Größen des Dadaismus zusammenkam: Richard Huelsenbeck, Emmy Hennings, Käthe Brodnitz, Klabund, Johannes R. Becher, und vor allem mit Hugo Ball, der ein enger Freund wurde. Ball und Leybold verfassten unter dem Kürzel Ha Hu Baley gemeinsam Gedichte. Leybolds Sprache wurde nach eigenen Angaben von Karl Kraus und Alfred Kerr beeinflusst, philosophisch von Friedrich Nietzsche. Gustav Sack, Leybolds Wohnungsnachbar in München, nahm den gut aussehenden und arrogant auftretenden Jüngling in seinem Aufsatz Der Zynismus unserer Jüngsten aufs Korn.
Er publizierte ab 1913 in Franz Pfemferts Zeitschrift Die Aktion, in der auch noch posthum Beiträge von ihm erschienen. Seine Glossen und Gedichte wurden aber auch im März, Wiecker Boten, der Zeit im Bild, im Vorwärts, der Tat und anderswo veröffentlicht. Als eigene Zeitschrift gab er zweiwöchentlich die Revolution bei Heinrich F. S. Bachmair in München heraus, von der zwischen 15. Oktober und 20. Dezember 1913 fünf Nummern erschienen, und in der er auch die Anschauungen seiner Freunde verbreitete. Die Hefte wurden unter dem Vorwurf der Unzüchtigkeit zum Teil konfisziert.
Anfang 1914 zog Leybold nach dem Scheitern seiner Zeitschrift nach Kiel. Von hier wurde er bei Ausbruch des Ersten Weltkrieges im Sommer 1914 eingezogen und schon bald vor Namur schwer verwundet. Drei Tage nach seiner Rückkehr zum Regiment erschoss er sich in der Nacht vom 7. zum 8. September. Für Gründe ist man auf Vermutungen angewiesen, aber eine (eingebildete?) Syphilis-Erkrankung könnte der Auslöser für die Tat gewesen sein. 
Hugo Ball hielt Ende 1914 in Berlin eine Gedenkrede auf den Dichter Hans Leybold: „Wir erkannten einander und setzten ein Psychofakt in die Welt, das wir Baley nannten, und das den Zweck hatte, Posen, Gesten, Vexationen zu kultivieren. Arrogant zu sein – wie Einstein.“
Das Heft der Aktion vom 25. September 1915 versammelt Kriegslyrik von Pfemferts Mitarbeitern und ist den Toten gewidmet: „Dem Gedächtnis der getöteten Dichter Ernst Stadler, Charles Péguy, Alfred Lichtenstein, Georg Hecht, Hans Leybold, Rudolf Börsch, Albert Michel, Hugo Hinz widme ich diese Nummer der Aktion.“
Hans Leybold veröffentlichte etwa sechzig Artikel und Gedichte. Ein schmaler Band aller laut Herausgeber auffindbaren Glossen und Gedichte, Fotografien und Briefen, dazu Nachrufe, erschien erst 1989. In der Anthologie »Beständig ist das leicht Verletzliche« ist Hans Leybold mit dem Gedicht Le tiers état (1914) vertreten.

## Werke

### Fünf Zeilen von Hans Leybold
Aus: Le tiers état
Wir Durstigen! Kein Quell stillt unsre Brände.

Wir brüten Wut. Es qualmen grau die Kerzen

in unsern Kellern. Verfluchte Sattheit! Unsre Hände

hart geballt. Nur manchmal leuchtet uns der Mond:

gequollenes Symbol des Feisten, der in Villen wohnt.

### Ausgaben
- Gegen Zuständliches; Glossen, Gedichte, Briefe. Postscriptum, Hannover, 1989. Herausgeber und Nachwort (Seiten 101 bis 112) von Eckhard Paul. Diese Sammlung erschien in der Reihe: Edition Randfiguren der Moderne. Herausgeber: Karl Riha und Franz J. Weber.
- Gedichte. Potsdam : Degener 2012 ISBN 978-3-95497-008-7
- Gedichte, Prosa, Glossen : (e. Ausw.) ; Gemeinschaftsarbeiten mit Hugo Ball. Mit d. "Totenrede" von Hugo Ball als Nachw. Hrsg. von Karl Riha u. Franz-Josef Weber. Siegen : Univ. - Gesamthochsch. 1985
- Hans Leybold. Versensporn – Heft für lyrische Reize Nr. 44. Hrsg. von Tom Riebe. Edition POESIE SCHMECKT GUT, Jena 2021, 100 Exemplare.